# Pihtla
Pihtla era un comune rurale dell'Estonia occidentale, nella contea di Saaremaa. Il centro amministrativo era l'omonima località (in estone küla), in passato nota come Pichtenthal (in tedesco) o Biktendal (in svedese).
È stato soppresso nel 2017 in seguito alla fusione di tutti i comuni dell'isola nel nuovo comune di Saaremaa.

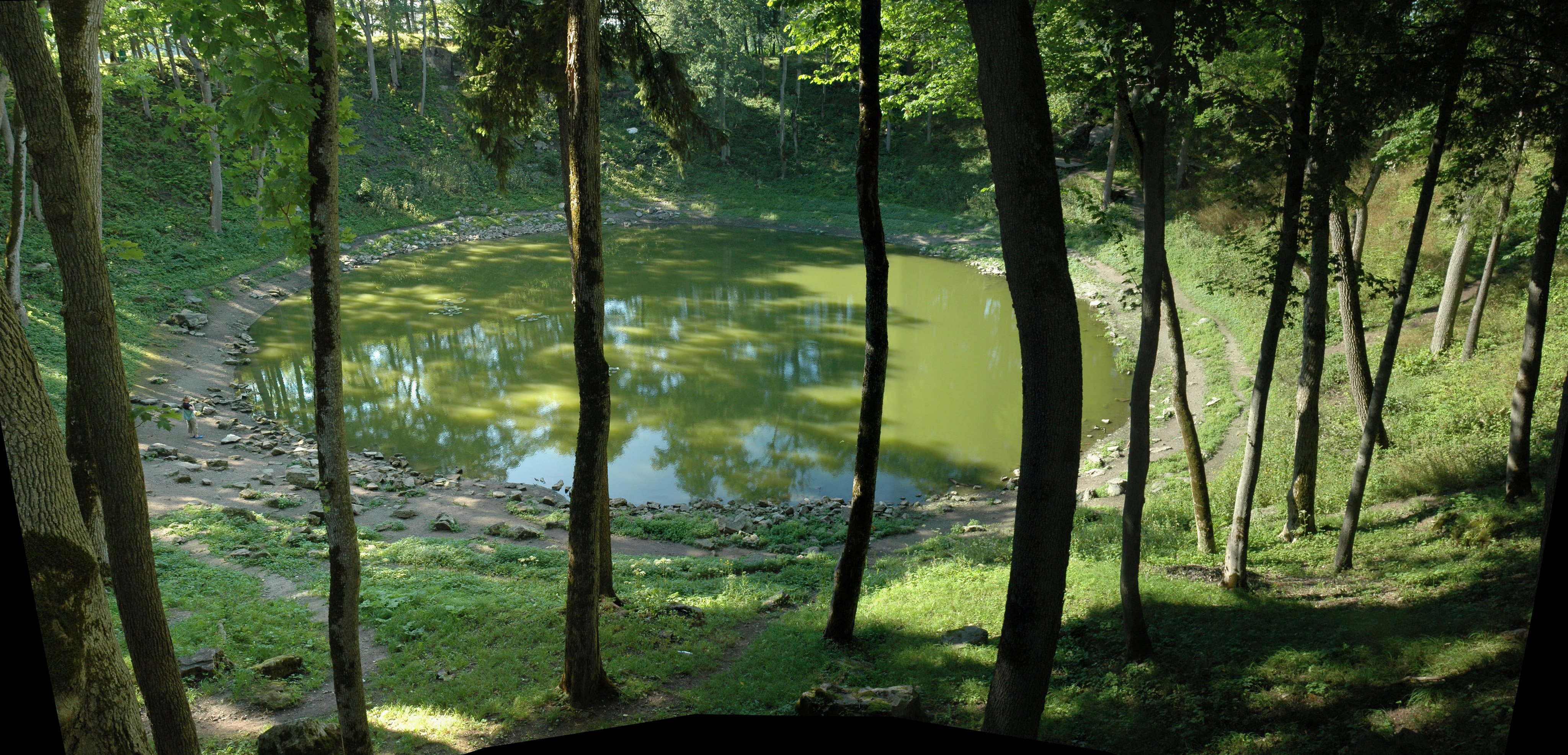
Il cratere di Kaali

## Località
Oltre al capoluogo il comune comprende altre 40 località. Tra queste spicca Kaali, sito di rilievo geologico e turistico per via della presenza dei crateri di Kaali da sempre oggetto di venerazione mistica.
Eiste - Ennu - Haeska - Hämmelepa - Iilaste - Ilpla - Kaali - Kailuka - Kangrusselja - Kiritu - Kõljala - Kõnnu - Kuusiku - Laheküla - Leina - Liiva - Liiva-Putla - Masa - Matsiranna - Metsaküla - Mustla - Nässuma - Pihtla - Püha - Rahniku - Räimaste - Rannaküla - Reeküla - Reo - Sagariste - Salavere - Sandla - Sauaru - Saue-Putla - Sepa - Sutu - Suure-Rootsi - Tõlluste - Väike-Rootsi - Väljaküla -Vanamõisa